# Julien Palma

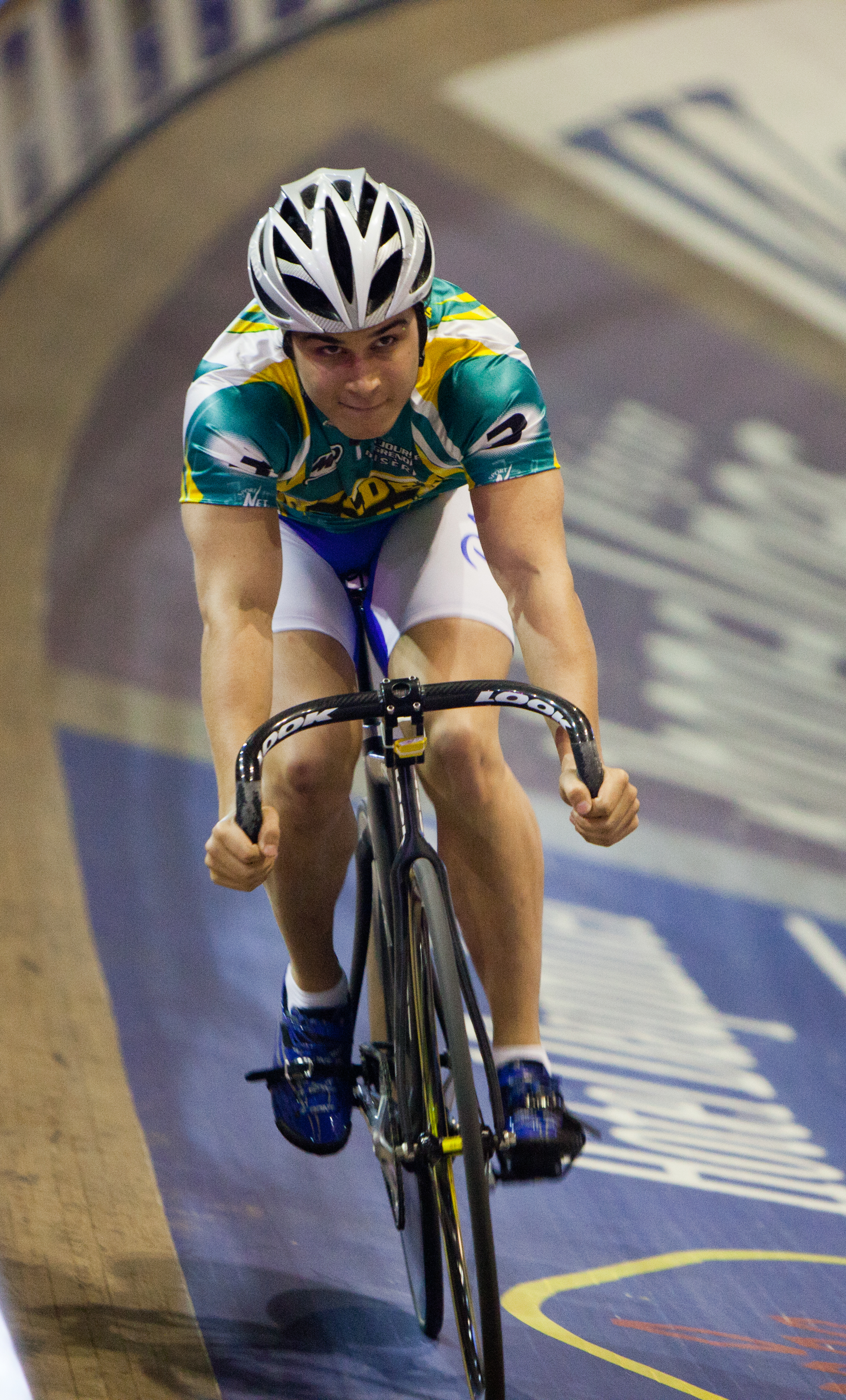
Julien Palma aux Six jours de Grenoble 2011.

Julien Palma, né le 1er janvier 1993 à Bou (Loiret), est un coureur cycliste français, spécialiste de la piste.

## Biographie
Julien Palma rejoint l'INSEP en septembre 2009, après avoir remporté le championnat de France de vitesse cadets.
Aux championnats du monde juniors de Moscou en 2009, il devient vice-champion du monde du kilomètre contre-la-montre.
En 2010, il remporte trois titres lors des championnats d'Europe sur piste juniors à Saint-Pétersbourg (vitesse, vitesse par équipes et kilomètre). Outre le titre européen de vitesse par équipes, il remporte avec Benjamin Edelin et Kévin Guillot la médaille d'or au championnat du monde juniors de cette discipline, en battant le record du monde juniors. L'année suivante, l'équipe de France prend la deuxième place derrière les Allemands. Il récolte également une médaille d'argent en vitesse individuelle et devient champion du monde de keirin juniors. Aux championnats d'Europe juniors il a également remporté avec Edelin et Anthony Jacques le titre par équipes et la médaille de bronze du keirin. En 2012, il devient vice-champion d'Europe espoirs en vitesse par équipes, avec Quentin Lafargue et Charlie Conord. 
Lors de la manche de Glasgow de la Coupe du monde 2012-13, le trio français composé de Palma, Lafargue et Kévin Sireau prend la troisième place. Il est alors sélectionné pour les mondiaux de Minsk de 2013. Associé à François Pervis et Michaël D'Almeida, il décroche une médaille de bronze en vitesse par équipes, le meilleur résultat de sa carrière.
Il décide de se spécialiser dans le rôle de démarreur de la vitesse par équipes en vue d'être sélectionner pour les Jeux olympiques de 2016.
Le 19 septembre 2015, il annonce mettre un terme à sa carrière de coureur, quelques semaines après des championnats d'Europe espoirs en deçà des attentes (5e en vitesse par équipes et éliminé en série de la vitesse individuelle).

## Palmarès

### Championnats du monde
- Minsk 2013
  -  Médaillé de bronze de la vitesse par équipes (avec François Pervis et Michaël D'Almeida)

### Championnats du monde juniors
- Montichiari 2010
  -  Champion du monde de vitesse par équipes juniors (avec Benjamin Edelin et Kévin Guillot)
  -  Médaillé d'argent du kilomètre juniors
- Moscou 2011
  -  Champion du monde de keirin juniors
  -  Médaillé d'argent de la vitesse individuelle juniors
  -  Médaillé d'argent de la vitesse par équipes juniors (avec Anthony Jacques et Benjamin Edelin)

### Coupe du monde
- 2012-2013
  - 3e de la vitesse par équipes à Glasgow

### Championnats d'Europe
- Saint-Pétersbourg 2010
  -  Champion d'Europe de vitesse individuelle juniors
  -  Champion d'Europe de vitesse par équipes juniors (avec Benjamin Edelin et Kévin Guillot)
  -  Champion d'Europe du kilomètre juniors
- Anadia 2011
  -  Champion d'Europe de vitesse par équipes juniors (avec Benjamin Edelin et Anthony Jacques)
  -  Médaillé de bronze du keirin juniors
- Anadia 2012
  -  Médaillé d'argent de la vitesse par équipes espoirs

### Championnats nationaux
- 2008
  -  Champion de France de vitesse par équipes
- 2009
  - 2e de la vitesse par équipes
- 2010
  -  Champion de France de vitesse par équipes
  -  Champion de France de vitesse individuelle juniors
  -  Champion de France du kilomètre juniors
- 2011
  -  Champion de France de vitesse individuelle juniors
  - 2e de la vitesse par équipes
  - 2e du keirin juniors
  - 2e du kilomètre juniors